# 5 centów Buffalo
5 centów Buffalo (ang. Buffalo nickel, Bison nickel lub Indian Head nickel) – amerykańska miedzioniklowa moneta obiegowa o nominale pięciu centów projektu Jamesa Earle’a Frasera, wybijana przez U.S. Mint w latach 1913–1938. W 1938 roku moneta została zastąpiona przez pięciocentówkę z Thomasem Jeffersonem.
Była to pierwsza amerykańska moneta, której wizerunek przedstawił inne zwierzę niż orła.

## Tło historyczne
W 1905 roku prezydent Theodore Roosevelt zaproponował zmianę wizerunków amerykańskich monet. Najbardziej kojarzoną osobą z tym przedsięwzięciem jest rzeźbiarz Augustus Saint-Gaudens. Przed śmiercią artysta zdążył jednak zaprojektować jedynie monety Indian Head Eagle (10 dolarów) i Saint-Gaudens Double Eagle (20 dolarów). Pomimo to U.S. Mint chciała dokończyć projekt zmiany wizerunków monet. Zgodnie z zapisami Coinage Act of 1890 zmiana wizerunku monety mogła zostać przeprowadzona co najmniej po 25 latach od poprzedniej zmiany. Główny rytownik mennicy Charles E. Barber sprawdził, które z nominałów na początku XX wieku spełniały te warunki. Były nimi srebrny dolar i pięciocentówka. Sekretarz Skarbu Franklin MacVeagh pozytywnie zaopiniował pomysł stworzenia nowego projektu dla pięciocentówki.
Barber w 1910 roku rozpoczął własne prace, mając nadzieję, że Departament Skarbu wybierze propozycję z kręgów amerykańskiej mennicy. Zaakceptowane na początku XX wieku projekty były pracami artystów spoza U.S. Mint. Jednak ze względu na prywatne ambicje MacVeagh pominął pomysły Barbera.

## Projekt i emisja

### Przygotowania i projekt monety

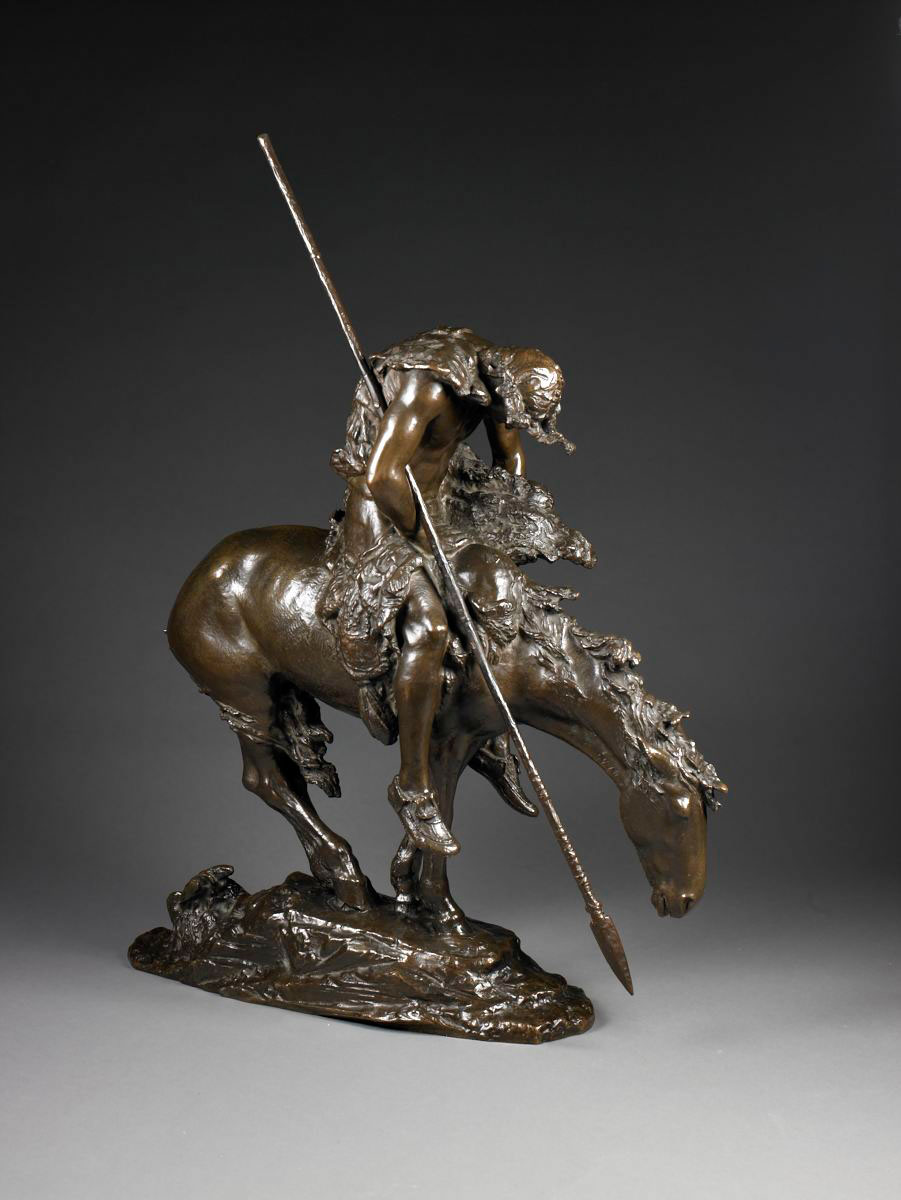
Wykonana z brązu replika End of the Trail Frasera.

Wśród artystów, do których dotarła wiadomość, że Departament Skarbu chce zmienić wizerunek monety o nominale pięciu centów, był rzeźbiarz, uczeń Saint-Gaudensa – James Earle Fraser. Był on wówczas uznanym artystą. Wykonał m.in. rzeźbę End of the Trail, przedstawiającą Indianina na koniu u wybrzeży Pacyfiku . Fraser zaproponował ówczesnemu dyrektorowi U.S. Mint George’owi E. Robertsowi wykonanie projektu monety, którym chciał uhonorować rdzenną ludność Ameryki Północnej. Mimo to początkowo Roberts zlecił Fraserowi wykonanie projektu głowy Lincolna. Pomysł został jednak szybko zarzucony i mennica poprosiła artystę o przedstawienie propozycji dla „typowo amerykańskiej” monety. Lange podaje, że po nawiązaniu kontaktu z Fraserem w U.S. Mint wciąż rozpatrywano rozpisania konkursu na nowy projekt pięciocentówki, jednak w 1912 roku Fraser został poinformowany o tym, iż ma zagwarantowaną wyłączność na pracę nad wizerunkiem.
Dotychczas w historii amerykańskiego mennictwa jedynymi monetami przedstawiającymi Indianina o fizjonomii rdzennej ludności Ameryki Północnej były Indian Head Half Eagle i Indian Head Quarter Eagle projektu Beli Lyon Pratta. Na pozostałych monetach (Indian Head Eagle, 3 dolary Indian Princess Head) Indianie posiadali fizjonomię „rasy kaukaskiej”.

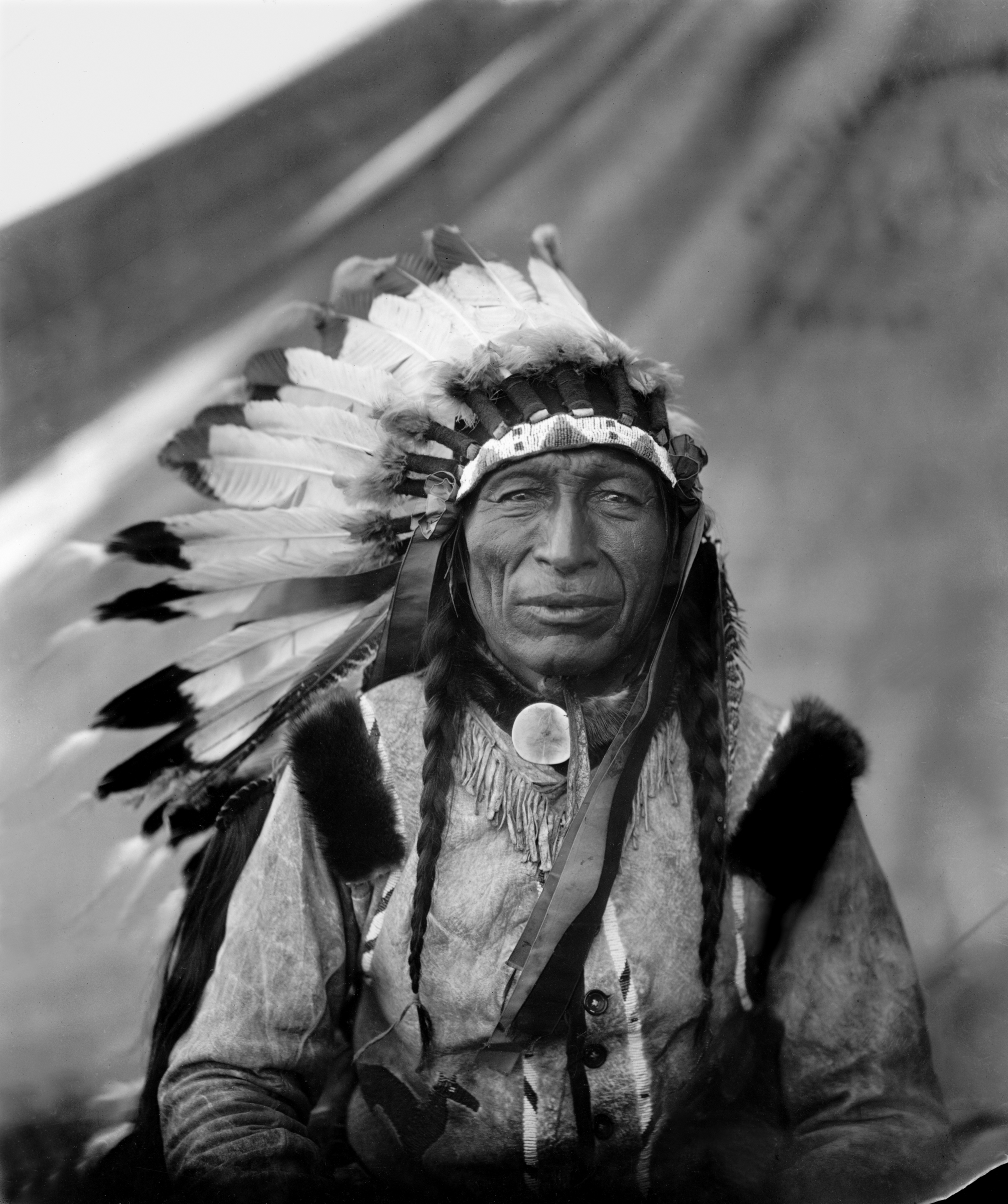
Wódz Iron Tail (ok. 1905 rok).

Przed rozpoczęciem prac nad projektem Fraser badał cechy charakterystyczne dla wyglądu i fizjonomii ludności indiańskiej. Po emisji monety został spytany o źródło inspiracji dla przedstawionego na awersie, zwróconego w prawo profilu, Fraser podał, że pracował z trzema Indianami. Podał jednak imiona dwóch z nich: Iron Tail (Siuks) i Two Moons (Czejen). Trzecim z nich, co potwierdziła później żona Frasera – Laura Gardin Fraser, był Big Tree (Kiowa), z którym artysta pracował już przy innych projektach. Laura potwierdziła także współpracę z Siuksem Iron Tailem. Lange podaje, że po analizie awersu monety i zdjęć wspomnianych Indian, najbardziej prawdopodobnym modelem mógł być Iron Tail.
W przypadku projektu rewersu moneta stanowi również wyjątek w historii amerykańskiego mennictwa, ponieważ przedstawia bizona amerykańskiego. Do tej pory jedynym zwierzęciem widniejącym na amerykańskich monetach był bielik amerykański. Fraser stwierdził, że w celu stworzenia „prawdziwie amerykańskiej” monety „nie znalazł bardziej charakterystycznego motywu w obrębie Stanów Zjednoczonych niż bawół amerykański (sic)”. Lange podkreśla, że Fraser w opisie swojej monety z premedytacją używał potocznej nazwy buffalo, a nie adekwatnej z zoologicznego punktu widzenia nazwy bison. Przy projekcie rewersu Fraser wzorował się na bizonie zwanym Black Diamond z Bronx Park Zoo w Nowym Jorku.
Pierwsze modele Fraser zaprezentował już po pięciu miesiącach. Wykonał ich kilka sztuk o różnej wysokości reliefu. MacVeagh poprosił rzeźbiarza, aby ten przedstawił propozycje z jak najniższym reliefem, jakim się da. Wynikało to z wymogów mennicy w sprawie bicia dużej ilości monet, w krótkim czasie przy jednym uderzeniu stempla. Ostateczny projekt Frasera został określony w Stanach Zjednoczonych mianem „medalierskiego” i zyskał przychylność sekretarza MacVeagha. Barber z kolei poddał krytyce zbyt duże przedstawienia na awersie i rewersie, co według niego, nie pozostawiało wystarczająco dużo miejsca na wymagane inskrypcje. Wieści o projekcie nowego wizerunku wywołały obiekcje przedsiębiorców produkujących różne automaty, w których płacono właśnie pięciocentówkami. Protest do U.S. Mint zgłosiło Hobbes Manufacturing Company, które produkowało automaty wykrywające sfałszowane monety. Na specjalnym spotkaniu pomiędzy właścicielem fabryki a Fraserem nie osiągnięto porozumienia. Dyrektor mennicy poparł jednak opinię Frasera, że łatwiej wprowadzić poprawki w automatach niż ponownie zmieniać i dostosowywać projekty do nowych wymogów.
Pierwsze próbne wybicia przeprowadzono 7 stycznia 1913 roku.

### Emisja monety
17 lutego 1913 roku wybito pierwsze obiegowe monety pięciocentowe z nowym wizerunkiem. Część z nich została przesłana prezydentowi Williamowi Taftowi, aby wręczył je jako prezent przedstawicielom Indian zaproszonych na ceremonię poświęconą wmurowania kamienia węgielnego pod pomnik National American Indian Memorial. Monety weszły oficjalnie do obiegu 4 marca. W krótkim czasie zwrócono uwagę na mankament wynikający z projektu rewersu. W użytych projektach stempli nominał „FIVE CENTS” umieszczono na kopcu łączącym się z otokiem. Takie umiejscowienie nominału sprawiało, że wystawał on poza płaszczyznę monety i był narażony na ścieranie. W celu ochrony inskrypcji Barber przeprojektował rewers. Kopiec został zredukowany do linii trawy, na której stał bizon. W tej sytuacji pomiędzy zwierzęciem a otokiem uzyskano egzergę. W tym miejscu Barber umieścił nominał, który zrównał się z powierzchnią otoku i bizona. Zmiana projektu została ostatecznie zatwierdzona przez Frasera. W 1937 roku oddział mennicy w Denver wprowadził do obiegu monety z bizonem z trzema nogami. Pomyłkę tę zauważono dopiero po wprowadzeniu monet do obiegu. Wizerunek bizona z trzema nogami powstał poprzez spolerowanie przez pracowników mennicy stempla rewersu, aby usunąć z niego ślady zużycia.
Monety wybite w 1936 roku są ewenementem w historii amerykańskiego mennictwa, ponieważ był to pierwszy przypadek, kiedy moneta pięciocentowa została wybita w ciągu jednego roku w ilości powyżej 100 milionów sztuk (dokładnie 118 997 000).
Bicie obiegowych pięciocentówek z bizonem wstrzymano w latach 1922, 1932–1933. W 1938 roku, po 25 latach w obiegu, kolejny raz zmieniono projekt pięciocentówki. Monetę z bizonem zastąpiono pięciocentówką z Thomasem Jeffersonem.
W latach 1913–1916 i 1936–1937 wybijano także egzemplarze kolekcjonerskie. W pierwszym okresie monety były bite w tzw. francuskim matowym stylu (ang. French matte style). Technika ta była popularna wśród medalierów na przełomie XIX i XX wieku. Wykończenie takich monet jest bardziej matowe niż tych obiegowych, a tło ziarniste. Technika ta miała wzmacniać szczegóły medali. Według Langego w przypadku monet, które posiadają niższy relief niż medale, taki sposób bicia monet nie jest efektowny. W 1936 roku, odpowiadając na potrzeby kolekcjonerów, mennica powróciła do bicia monet kolekcjonerskich stemplem lustrzanym, który tworzył kontrast pomiędzy lśniącym tłem i matowym reliefem.
Monety wybite w latach 1913–1916 były sprzedawane w „dużych” zestawach monet kolekcjonerskich po cenie 1 dolara i 16 centów (zestaw zawierał monety o nominale jednego centa i pięciu centów oraz trzy srebrne monety) lub w „małych” zestawach za 16 centów (monety o nominale centa i pięciu centów). Z kolei monety bite w latach 1936–1937 sprzedawano pojedynczo. Ich cena wynosiła 20 centów.

## American Buffalo Gold

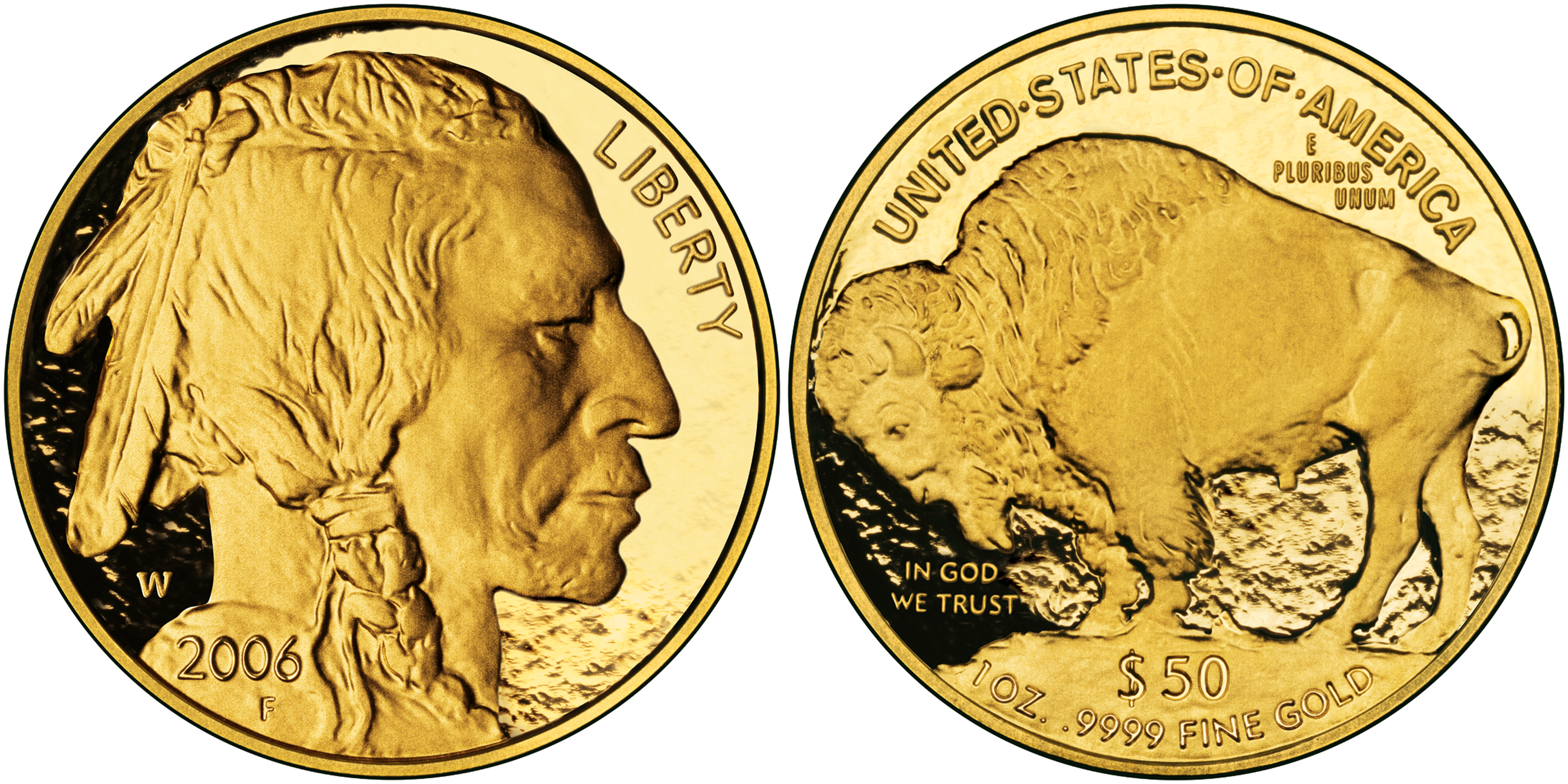
American Buffalo Gold.

Według Langego „śmiałość projektu” i „wyjątkowa amerykańska jakość” sprawiły, że pięciocentówka z bizonem stała się jedną z najbardziej rozpoznawalnych amerykańskich monet i zyskała uznanie w amerykańskiej popkulturze.
W 2006 roku U.S. Mint rozpoczęła emisję American Buffalo Gold. Moneta ta wykonana jest z 24-karatowego złota próby 999 i uznawana jest za monetę bulionową. Moneta ma wagę 1,0001 oz, czyli 31,108 g, a wartość, jaką jej nadano, to 50 dolarów amerykańskich. Awers i rewers monety bulionowej odtwarzają projekt Frasera. Według U.S. Mint moneta ukazuje „pierwotne piękno amerykańskiego Zachodu”, „oddaje cześć dziedzictwu pierwszych mieszkańców” oraz „oddaje ducha pionierskiej ekspansji narodu na zachód”.

## Nakłady
Nakłady monet Buffalo nickel:
| Odmiany                        | Ilość         | Ilość           | Mennice                           |
| Odmiany                        | obiegowe      | kolekcjonerskie | Mennice                           |
| ------------------------------ | ------------- | --------------- | --------------------------------- |
| Buffalo nickel z 1913          | 38 434 270    | 1250            | Filadelfia, Denver, San Francisco |
| Buffalo nickel z lat 1913–1938 | 1 174 464 771 | 14 628          | Filadelfia, Denver, San Francisco |

## Opis monety

### Awers
Awersy obu odmian przedstawiały skierowany w prawą stronę profil Indianina. Postać ma na wpół zamknięte oczy, trzy piórka we włosach, które zostały ułożone i związane wstążką na modłę Indian z równin. Na prawo od czoła i nosa Fraser umieścił napis „LIBERTY”. W dolnej lewej części monety, pod kołnierzem znalazła się data. Pod datą artysta umieścił literę F jako swój inicjał.

### Rewers
Rewersy obu odmian przedstawiały w środku pola monety zwróconego w lewo bizona. Nad zwierzęciem wzdłuż otoku umieszczona została nazwa państwa zapisana w formie „UNITED•STATES•OF•AMERICA”. Pomiędzy grzbietem bizona a nazwą państwa, po prawej stronie monety Fraser umieścił motto „E PLURIBUS UNUM”. W odmianie pierwszej bizon stał na trawiastym pagórku, na którym Fraser umieścił nominał „FIVE CENTS”. W związku z tym inskrypcja z nominałem wystawała poza płaszczyznę monety i była podatna na ścieranie. Odmiana druga rewersu, projektu Barbera, przedstawia bizona stojącego na równinie. Tym samym nominał „FIVE CENTS” znalazł się w egzerdze pomiędzy trawą a otokiem monety.
W 1937 roku w oddziale mennicy w Denver postanowiono wypolerować stemple, aby usunąć z nich ślady zużycia i zadrapania. Podczas tych prac spolerowano jedną z nóg bizona. Takich monet wybito 17 826 000 sztuk.

### Opis fizyczny
Szczegóły opisu fizycznego monety:
- Waga: 5 g
- Średnica: 21,2 mm
- Materiał: miedzionikiel
- Krawędź: płaska
- Mennica: Filadelfia, Denver, San Francisco